# Іоанна Хатцііоанну
Іоанна Хатцііоанну (22 жовтня 1973) — грецька важкоатлетка.
Бронзова призерка Олімпійських Ігор 2000 року в категорії до 63 кг.
Чемпіонка Європи 1997 року в категорії до 64 кг, срібна призерка 1996 (до 64 кг), 1999 (до 63 кг) років.